# Hilden
Hilden è una città di 55 182 abitanti della Renania Settentrionale-Vestfalia, in Germania.
Appartiene al distretto governativo (Regierungsbezirk) di Düsseldorf e al circondario (Kreis) di Mettmann (targa ME).
Hilden si fregia del titolo di "Media città di circondario" (Mittlere kreisangehörige Stadt).

## Amministrazione

### Gemellaggi
- Warrington - Regno Unito dal 1968
- Nové Město nad Metují - Repubblica Ceca dal 1989
- Wohlau - Germania
- Guizhou - Cina